# Robert Protin
Robert Protin (ur. 10 czerwca 1872 w Liège, zm. 4 listopada 1953 tamże) – belgijski kolarz torowy i szosowy, złoty medalista torowych mistrzostw świata.

## Kariera
Największy sukces w karierze Robert Protin osiągnął w 1895 roku, kiedy zdobył złoty medal w sprincie indywidualnym zawodowców podczas torowych mistrzostw świata w Kolonii. W zawodach tych bezpośrednio wyprzedził Amerykanina George'a Bankera oraz swego rodaka Émile'a Hueta. Jako że konkurencja ta debiutowała na mistrzostwach świata, Protin został pierwszym oficjalnym mistrzem świata. Był to jednak jedyny medal wywalczony przez niego na międzynarodowej imprezie tej rangi. W 1895 roku ustanowił także rekord świata na dystansie 500 m. Ponadto czterokrotnie zdobywał złote medale torowych mistrzostw kraju w swej koronnej konkurencji. Startował również w wyścigach szosowych, wygrywając między innymi kryteria w Ostendzie (1895, 1896), Wiedniu i Antwerpii (1897) oraz Hadze i Reims (1898). Nigdy nie wystąpił na igrzyskach olimpijskich.